# Фарерская Википедия
Фаре́рская Википе́дия (фар. Wikipedia á føroyskum) — раздел Википедии на фарерском языке, распространённом на Фарерских островах и, в качестве языка национального меньшинства, в Дании.
Фарерская Википедия была создана 20 июня 2004 года. На 22 марта 2025 года в данном разделе насчитывалось 14 150 статей, что позволяет ему занимать 124 место среди всех Википедий. Также в фарерской Википедии зарегистрировано 32 038 участник, из них 40 совершили какое-либо действие за последние 30 дней, а 3 участника имеют статус администраторов. Мультимедийные файлы в Фарерской Википедии отсутствуют. Общее число правок составляет 383 609.
Глубина раздела (уровень развития языкового раздела) не слишком высока, и на текущий момент составляет 33,7 единиц.
В 2013 году исландским учёным Равеном Мальквистом было проведено сравнительное исследование исландской, фарерской и датской Википедии. Цель данного исследования состояла в том, чтобы идентифицировать ключевые количественные признаки исландской Википедии в сравнении с датской и фарерской Википедиями. Для проведения исследования доктором Фелипе Ортеги было разработано нестандартное программное обеспечение WikiDAT. Задачами исследования было определение размера указанных Википедий и его изменения со временем, состав каждой Википедии, распределение пользовательских правок и коэффициент пользовательской активности.

## Динамика количества статей
- Май 2004 — была написана первая статья на Фарерской Википедии. Это была статья о Фарерских островах[2].
- Июнь 2004 — была создана главная страница Фарерской Википедии[2].
- Сентябрь 2005 — 1000 статей
- Июнь 2006 — 2000 статей
- Апрель 2008 — 3000 статей
- Март 2010 — 4000 статей
- Июнь 2011 — 5000 статей
- Апрель 2013 — 6000 статей
- Ноябрь 2013 — 7000 статей
- Февраль 2014 — 8000 статей
- Апрель 2014 — 9000 статей
- Май 2014 — 10 000 статей
- Февраль 2015 — 11 000 статей
- Май 2016 — 12 000 статей